# 45 Polowe Warsztaty Lotnicze
45 Polowe Warsztaty Lotnicze – jednostka logistyczna Wojsk Lotniczych i Obrony Powietrznej.

## Odznaka pamiątkowa
Odznakę stanowi oksydowana płyta w kształcie płatu wirnika śmigłowca o wymiarach 42x25 mm. Na płycie wygrawerowana sylwetka wznoszącego się samolotu i pionowo umieszczony rok 1952. Za samolotem nałożono rozszerzającą się lukiem smugę, kończącą się u dołu odznaki biało-czerwoną szachownicą. Na smudze, pokrytej granatową emalią, napis PWL. Na odznakę nałożony stalowy orzeł z odznaki pilota.
Odznakę zaprojektował Marek Bojtun, a wykonana została w pracowni grawerskiej Andrzeja Panasiuka w Warszawie.

## Kultywowanie tradycji
Decyzja Ministra ON Nr 166/MON z dnia 2 maja 2011 nakazuje  22 Bazie Lotnictwa Taktycznego kultywować tradycje  45 Polowych Warsztatów Lotniczych